# 墨西哥卡頦銀漢魚
墨西哥卡頦銀漢魚，為輻鰭魚綱銀漢魚目擬銀漢魚科的其中一種，被IUCN列為易危保育類動物，分布於北美洲Lerma河流域，為熱帶魚類，棲息在底中層水域，生活習性不明。